# Eddie Van Halen
Edward Lodewijk (Eddie) Van Halen (Amsterdam, 26 januari 1955 – Santa Monica (Californië), 6 oktober 2020) was een Nederlands-Amerikaanse gitarist, bekend geworden als medeoprichter en gitarist van de hardrockband Van Halen. 
Hij was niet alleen een vernieuwer op het gebied van rockmuziek, maar ook op technisch vlak, waaronder gitaarontwerp, gitaarversterking en gitaareffecten. Eddie Van Halen wordt gezien als degene die de two-hand-tappingtechniek populariseerde. Van Halen werd geboren als Nederlander en verruilde die nationaliteit op latere leeftijd voor die van de Verenigde Staten.

## Levensloop

### Jeugd
Van Halen werd geboren op de Nico van Suchtelenhof 6-1 in Amsterdam-Slotermeer en was een zoon van saxofonist en klarinettist Jan van Halen, die tot 1962 in de Luchtmachtkapel speelde. Zijn moeder Eugenie van Beers was een Indisch-Nederlandse van Javaanse afkomst.
Kort na de geboorte van Eddie verhuisde het gezin vanwege het werk van vader Jan naar de Rozemarijnstraat 59 in Nijmegen. Vanwege de geringe kansen van Jan om in Nederland met muziek zijn geld te verdienen, het slechte weer en omdat moeder Eugenie zich als Indonesische in Nederland een tweederangsburger voelde (Indonesië was inmiddels onafhankelijk van Nederland) besloten ze op 22 februari 1962 naar de Verenigde Staten te emigreren. Met slechts 75 gulden (equivalent van ongeveer €300,- in 2024)  op zak ging de familie Van Halen in negen dagen per boot naar New York. De overtocht werd betaald door middel van optredens aan boord door vader en zoons Van Halen. Eenmaal aangekomen in New York volgde nog een treinreis van vier dagen richting Californië. Het gezin ging op de Las Lunas Street 1881 in Pasadena wonen, Eugenie ging aan de slag als schoonmaakster en afwasser in diverse hotels en restaurants en Jan werkte, naast zijn schnabbels als muzikant, als afwasser in een ziekenhuis in Arcadia en als conciërge in de Masonic Temple in Pasadena.
Eddie leerde als kind in Nederland al pianospelen en won diverse talentenjachten. Ook zijn oudere broer Alex studeerde piano. Het pianospelen beviel de broers niet. Alex kocht een gitaar en Eddie ging drummen. Terwijl Eddie kranten bezorgde om zijn drumstel af te betalen, begon Alex te oefenen op drums en bleek al snel beter te zijn dan zijn broer. Eddie ging vervolgens aan de slag met de elektrische gitaar.

### Van Halen
Onder de muzikale invloed van onder andere Eric Clapton en Brian May ontwikkelde Van Halen zich tot hardrockgitarist en in 1972 richtte hij samen met broer Alex en bassist Mark Stone de groep Mammoth op. Voor een optreden huurden ze een geluidssysteem van David Lee Roth, die ze overigens in een auditie voor zanger hadden afgewezen. Toen Eddie Van Halen er genoeg van had om als zanger te fungeren, werd Roth alsnog aangetrokken en werd bassist Stone vervangen door Michael Anthony. Omdat er nog een band was die zich Mammoth noemde werd door Roth voorgesteld de naam van de band te wijzigen in Van Halen. Overigens dachten veel fans dat Van Halen de naam was van David Lee Roth.

### Beat It
Behalve met zijn eigen groep deed hij ook ander werk, bijvoorbeeld de gitaarsolo in Beat It van Michael Jackson. Dit nummer werd een grote hit, omdat het door zijn solo niet alleen r&b-fans, maar ook hardrock-liefhebbers aansprak, waardoor een nieuw cross-overgenre ontstond.

### Televisie
Van Halen speelde zichzelf in een aflevering van Two and a Half Men, die op 21 september 2009 werd uitgezonden op het Amerikaanse CBS. Eerder speelde hij al de rol van een straatmuzikant die door een serveerster uit een café wordt gezet in de televisieserie Cafe Americain. De serveerster werd gespeeld door zijn toenmalige vrouw, Valerie Bertinelli.

### Privé
Van Halen trouwde in 1981 met Valerie Bertinelli (gescheiden in 2007). Ze kregen een zoon Wolfgang (vernoemd naar Wolfgang Amadeus Mozart) die sinds 2006 in de band optreedt als basgitarist. Op 4 augustus 2008 vroeg Van Halen zijn vriendin Janie Liszewski ten huwelijk, ze trouwden in juni 2009. Hij overleed in 2020 op 65-jarige leeftijd aan keelkanker.

## Trivia
- Van Halen speelde soms op een zelfgebouwde gitaar, de Frankenstrat.
- Van Halen is in 2012 door de lezers van Guitar World uitgeroepen tot beste gitarist aller tijden.
- De band Van Halen werd in 2007 opgenomen in de Rock and Roll Hall of Fame.[10]
- In 2021 maakte de gemeente Nijmegen bekend een straat naar Eddie Van Halen te noemen. [11]
- In september 2022 bracht Red Hot Chili Peppers de song 'Eddie' uit. Dit is een ode aan Eddie Van Halen[12]

- Bibsys: 7029991
- Biblioteca Nacional de España: XX963566
- Bibliothèque nationale de France: cb139007242 (data)
- Gemeinsame Normdatei: 121436047
- International Standard Name Identifier: 0000 0001 1947 9910
- Library of Congress Control Number: n84088364
- MusicBrainz: 2a66baa5-9832-4fbc-8365-c9f607a89e47
- Bibliotheek van het Japanse parlement: 01084465
- Nationale Bibliotheek van Tsjechië: ola2002152413
- Nationale bibliotheek van Australië: 35600658
- Nationale Bibliotheek van Polen: a0000003082702
- Nationale en Universitaire bibliotheek Zagreb: 000235121
- Nederlandse Thesaurus van Auteursnamen: 073540226
- Trove: 542622
- Virtual International Authority File: 29719635
- WorldCat: E39PBJfGYQd8Q4GcR9BKJDRtKd